# 24 (день 2)
Дру́гий сезо́н (день 2) телевізійного серіалу 24 виходив у ефір з 28 жовтня 2002 року до 20 травня 2003 року. Події сезону розпочинаються о 8:00.

## Загальний огляд сезону
Події «Дня 2» (2003—2003) відбуваються за півтора року після подій «першого дня» (у вересні 2005 року, як вважають прихильники серіалу).
Основний сюжет сезону простежує діяльність діючого предзидента США Девіда Палмера і федерального агента Джека Бауера, спрямовану на протидію спробі терористів детонувати ядерну бомбу в Лос-Анджелесі. Важливу роль у фабулі відіграє Кейт Ворнер, жінка, яка володіє інформацією, що має вирішальне значення для місії Контртерористичного підрозділу (КТП). Час подій сезону датується періодом між 24 січня 2003 року і 31 березня 2007 року, оскільки в розмові з президентом агент Аарон Пірс стверджує, що перебував у Секретній службі с часів другого президентського терміну Рональда Рейгана (1985—1989), на що Палмер відповідає: «майже двадцять років». Інші ознаки, що вказують на датування подій: існування Департаменту внутрішньої безпеки, термін дії кредитної картки Гері Метесона (до березня 2007 року), згадка про те, що Девід Палмер був президентом лише один термін (у третьому сезоні) тощо.
Як і «День 1», цей сезон можна поділити на дві частини:
1. КТП намагається зупинити спробу терористів із Близького Сходу детонувати ядерну бомбу в Лос-Анджелесі.
2. Джек, Кейт і КТП намагаються запобігти спробі несправедливого удару у відповідь з боку США, викривши справжніх організаторів ядерної атаки.

### Другорядні сюжетні лінії
- Кім Бауер намагається врятувати дитину від жорстокого поводження батька.
- Кейт Ворнер підозрює нареченого своєї сестри (вихідця з Близького Сходу) в причетності до тероризму.
- У КТП стається вибух, влаштований з метою завадити пошукам ядерної бомби.
- Директор КТП Джордж Мейсон гине внаслідок радіаційного опромінення.
- Особисті страждання Джека: неспокій через долю Кім, зупинка серця і клінічна смерть внаслідок катувань терористами.
- Президент Палмер виявляє зрадників у своїй адміністрації, які намагаються усунути його від влади задля реалізації власних планів.
- Зав'язуються особисті стосунки між Тоні Алмейда і Мішель Деслер.
- Зав'язуються особисті стосунки між Джеком Бауером і Кейт Ворнер.

### Зміст
Події дня розпочинаються і закінчуються о 8:00 (за часом Лос-Анджелеса); проте перша серія відкривається сценою в Сеулі опівночі (за місцевим часом).
Перші п'ятнадцять годин присвячені пошукам і знешкодженню атомної бомби. Після того, як бомбу безпечно детонують у пустелі, сюжет зосереджується на спланованому урядом США ударі у відповідь, ціллю якого мають стати країни, відповідальні за вибух. Свідченням про таку відповідальність є аудіозапис бесіди між урядовцями трьох близькосхідних країн (які не називаються) і терористами. Втім, президент Палмер не наважується віддати наказ про військовий напад, доки не буде встановлено абсолютну автентичність запису. Кілька членів Кабінету голосують за звільнення Палмера від виконання обов'язків Президента, згідно з четвертим розділом 25-ї поправки до Конституції США, вважаючи його вагання ознакою нерішучості та слабкості. Віце-президент, що перебирає на себе повноваження головнокомандуючого, віддає наказ атакувати три близькосхідні країни.
Джек Бауер, Мішель Деслер і Тоні Алмейда терміново шукають доказів несправжності аудіозапису і зрештою виявляють, що запис було сфабриковано групою європейських і американських бізнесменів з метою розв'язати війну між Сполученими Штатами і Близьким Сходом, яка спричинить злет цін на ринку нафти, що принесе їм великі прибутки. Наказ про атакування скасовується, Девіду Палмеру повертають повноваження Президента після того, як уряду презентують докази (важливу роль у цьому відіграє колишня дружина Президента Шеррі Палмер, яка ризикує задля цього своїм життям). Вісім членів Кабінету і Віце-президент подають у відставку, якої президент Палмер не приймає. Проте він звільняє одного зі службовців, що користувалися його найбільшою довірою, — Майка Новіка, який не підтримував його (до 11-ї години).
Як і «День 1», «День 2» завершується несподіваним поворотом. Загрозу ядерного вибуху відвернуто без масових людських жертв, але Президент особисто зазнає атаки біологічною зброєю, яку вчиняє терористка Менді. Глядачі серіалу були змушені чекати до початку третього сезону, щоби дізнатися, чи вижив Президент після цієї атаки.

### Сюжетні елементи і повороти, що мають продовження в наступних сезонах
- Загибель Джорджа Мейсона.
- Джек відбудовує попсуті стосунки зі своєю дочкою.
- Зав'язуються особисті стосунки між Тоні і Мішель.
- Зав'язуються особисті стосунки між Джеком Бауером і Кейт Ворнер.
- Виникає дружба між Джеком і Мішель.
- Замах на вбиство Девіда Палмера.
- Вибух бомби в КТП.
- Ніна Маєрс отримує свободу і право недоторканості.

### Незавершені сюжетні лінії
Кілька сюжетних ліній не отримують завершення ані в поточному сезоні, ані в «Дні 3» чи «Дні 4». Зокрема, персонажі, яких називають «Макс» і «Трепкос», що, вочевидь, стоять за лаштунками подій дня, а також замах на Президента. Зв'язок між спробою вбивства Президента і планами розв'язання війни на Близькому Сході так і не пояснюється, що дає підставу підозрювати існування більш складного і пролонгованого задуму. Ці персонажі більше в серіалі не з'являються, і жодної інформації про їхню долю (крім загадкового натяку, який робить Вейн Палмер на початку «Дня 3») не повідомляється. Також незрозумілою є подальша доля Лінн Кресґе і притягнення Майка Новіка до відповідальності за її поранення.

## Головні дійові особи і виконавці
- Кіфер Сазерленд — Джек Бауер
- Сара Вінтер — Кейт Ворнер
- Еліша Катберт — Кім Бауер
- Зандер Берклі — Джордж Мейсон
- Пенні Джонсон Джеральд — Шеррі Палмер
- Карлос Бернард — Тоні Алмейда
- Денніс Гейсберт — Президент Девід Палмер

- Рейко Ейлсворт — Мішель Деслер
- Мішель Форбс — Лінн Кресґе
- Джуд Чіколелла — Майк Новік
- Лурдес Бенедікто — Керрі Тернер
- Джон Террі — Боб Ворнер
- Франческо Квінн — Саєд Алі
- Лоа Гарріс — Марі Ворнер
- Філліп Ріс — Реза Наїр
- Біллі Берк — Ґері Метсон
- Деніел Дей Кім — Том Бейкер
- Пол Шульц — Раян Шаппель
- Донні Кешаворц — Юсуф Ауда
- Рендл Мелл — Бред Хаммонд
- Тобін Белл — Пітер Кінґслі
- Міа Кіршнер — Менді
- Ґленн Моршауер — Аарон Пірс
- Сара Кларк — Ніна Маєрс